# 河谷南星
河谷南星（学名：Arisaema prazeri）是天南星科天南星属的植物。分布于缅甸及中国大陆的云南省等地，生长于海拔150米至1,500米的地区，多生长在干热河谷灌丛中。

## 别名
半夏（云南个旧）